# 蔡素芬
蔡素芬（1963年11月5日—）生於臺灣台南縣七股鄉（今台南市七股區），為小說家，淡江大學中文系畢業，美國德州大學聖安東尼奧分校雙語言文化所碩士進修，曾擔任《國文天地》月刊主編。歷任《自由時報》影藝中心撰述委員、自由副刊主編、影視藝文中心主任、兼任台灣師範大學國文系助理教授，現任自由時報副總編輯，暨林榮三文化公益基金會執行長。

## 經歷

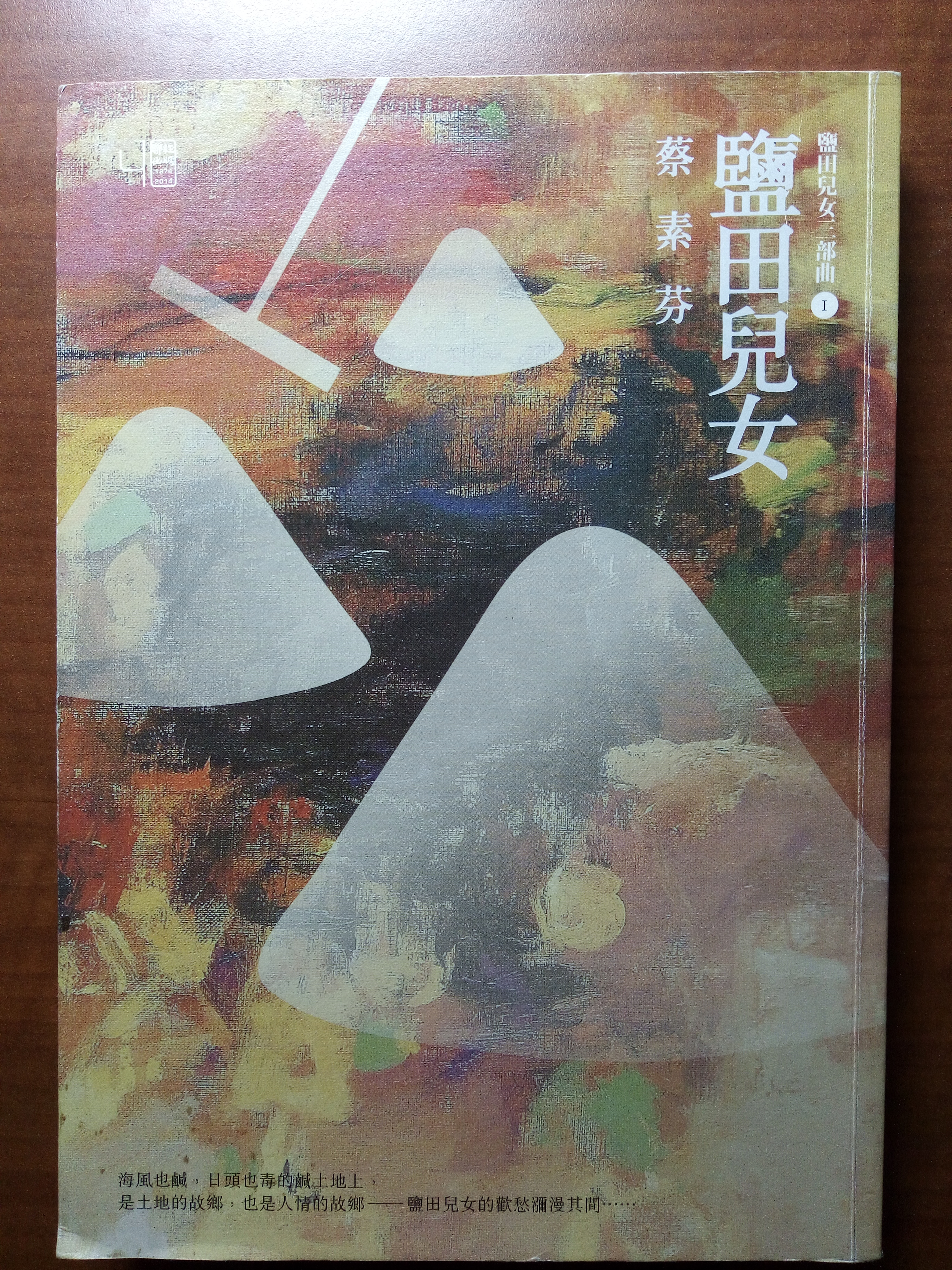
《鹽田兒女》2014新版書封

### 學生時期
蔡素芬出生於台南市七股鹽村，六歲隨父母移居高雄。高中時期，蔡素芬擔任文藝社社長及校刊總編輯，寫作自此開始進入她的生活，而後進入淡江大學中文系就讀，在一、二年級時連續兩屆獲得校園五虎岡文學獎短篇及極短篇小說雙料第一名。
校園文學獎的評審司馬中原相中蔡素芬的才華，建議她向校外投稿。1986年，蔡素芬以＜一夕琴＞，獲得《中央日報》舉辦的百萬文學獎小說類首獎，她此時還是一名大二學生。作品隨後由齊邦媛教授推薦譯成英文，刊登於中華民國筆會季刊。
在畢業前的1987年，蔡素芬在老師龔鵬程的廷攬下，曾進入創刋不久，以活化國學為主的《國文天地》擔任一年多的主編工作，畢業後，1988年出版第一本短篇小說集《六分之一劇》，隨即赴美國。
國外四年，陸續寫作一些短篇和中篇小說，短篇集成《告別孤寂》。

### 工作時期
蔡素芬回國後從事翻譯工作。在過程中，台南鹽田將改闢為機場的消息，觸動了蔡素芬。因而在1993年寫成《鹽田兒女》，此後，她陸續出版《鹽田兒女》三部曲 、《姐妹書》、《燭光盛宴》、《海邊》等作品，並以《鹽田兒女》首部曲獲得1993年《聯合報》長篇小說獎。
《鹽田兒女》是蔡素芬的代表作，出版二十年，曾榮獲許多獎項。1998年，《鹽田兒女》成為《公共電視台》開台之作，不斷重播，是其經典的戲劇作品。
1997年，她進入《自由時報》擔任藝文部門撰述委員，2000年接任〈自由副刊〉主編，開創全版作家「身體與詩」影像版、長詩連載、長篇小說全頭題連載，主編期間亦編選九歌版的《九十四年度短篇小說選》，並以地毯式閱讀，編選出生於1945年以後的小說家作品，於2008年出版《台灣小說菁英30家》。
2005年，她同時兼任「財團法人林榮三文化公益基金會」執行長，開創「林榮三文學獎」，此獎歷年發掘了重要的文學創作者，成為台灣具指標性的文學獎。
繁重的工作之外，她默默書寫，與上本短篇著作《台北車站》相隔9年，於2009年出版長篇小說《燭光盛宴》，此書獲得多種文學獎項，此後恢復創作出版的規律性。

## 著作

### 長篇小說
- 《鹽田兒女》，《鹽田兒女》三部曲之一（1994年5月31日，聯經）:

```
描寫一對住南部鹽田村落的青梅竹馬戀人，但女方在父母安排下招了一位嗜賭浪蕩的男人，這樁錯誤的婚姻使女方一生命運坎坷。
《鹽田兒女》以人性為基點，不只描寫男女愛情，也寫親情，鹽田地的生活型態，以及台灣社會的變遷，相當生活化。人物性格的塑造十分鮮明，這些性格各異的小人物織就了動人的親情之愛、男女之愛、土地之愛。──《鹽田兒女》二版，2014年
[
4
]
```

- 《姐妹書》（1996年12月1日，聯合）
- 《橄欖樹》，《鹽田兒女》三部曲之二（1998年5月15日，聯經）
- 《燭光盛宴》（2009年10月1日，九歌）
- 《星星都在說話》，《鹽田兒女》三部曲之三（2014年4月30日，聯經）
- 《藍屋子》，（2021年1月，聯經）

### 短篇小說集
- 《六分之一劇》（1989年1月，希代）
- 《告別孤寂》（1992年10月，晨星）
- 《台北車站》（2000年5月15日，聯經）
- 《蔡素芬短篇小說選》（2002年11月，台南縣文化局）
- 《海邊》（2012年9月1日，九歌）
- 《別著花的流淚的大象》（2016年8月1日，九歌）

### 詩集
- 《森林詠嘆調》（2023年10月，聯經）

### 編輯
- 《九十四年小說選》（2006年3月1日，九歌）
- 《台灣文學30年菁英選4：小說30家（上冊）》（2008年4月1日，九歌）
- 《台灣文學30年菁英選5：小說30家（下冊）》（2008年4月1日，九歌）

## 風格
蔡素芬溫柔敦厚、內斂而不靡華的寫作方式，與同期作家直接批判性別、政治、國土等大膽作風極為不同。代表作《鹽田兒女》的風格應屬傳統「鄉土」小說，在小說的敘述手法上，也採用傳統寫實手法。然而，大學時得到的中央日報百萬徵文的小說首獎〈一夕琴〉、和1994年的中篇〈白氏春秋〉等作卻呈現了中國戰地小說風格，及至2009年的《燭光盛宴》寫眷村與國族身分，由此可見，蔡素芬的寫作路線另有所承，「本土鄉土作家」並不適用於她。
蔡素芬曾強調，她希望自己的作品是「屬於大眾的」，而非為特定階級或年齡的人所閱讀與欣賞。對於創作，她秉持初衷：「沒有任何理由可以取代寫作，因為創作一切源自於對人生與人文的關懷。」並且說：「我不認為寫作的人就是一直在寫自己身邊的事情，甚至我不太喜歡寫我自己身邊的事。」

## 評價
聯合報小說獎決審委員評《鹽田兒女》:
作者很會經營，懂得如何巧妙地敘事，心理描寫相當細膩，伏筆的前後呼應安排得很好。感情的控馭，發乎情，止於常理。台語方言的運用相當清爽傳神。──朱炎
人物的塑造、人物與人物之間隱藏的親情、愛情，都非常深刻含蓄且令人感動。文字間流動著炎熱的南台灣海邊鹽田的風貌，抓住了那種陽光、空氣與水分，作者釀造的氣氛非常成功。雖然是小格局的作品，卻很精緻完整。──李喬

## 獲獎紀錄
- 中央日報文學獎百萬徵文短篇小說第一名（1986年10月）
- 全國學生文學獎〈夏日的微笑〉獲第七屆大專小說組第二名（1987年5月31日）
- 聯合文學小說新人獎〈水源村的新年〉獲第五屆中篇小說推薦獎（1991年9月1日）
- 聯合報長篇小說獎《鹽田兒女》獲得（1993年9月）
- 中興文藝獎章《橄欖樹》獲第二十二屆獎章（1999年5月1日）
- 南瀛文學獎《鹽田兒女》獲第十屆文學獎（2002年12月31日）
- 《野葡萄文學誌》小說類推薦《九十四年小說選》（2006年4月1日）
- 《自由時報》副刊推薦《九十四年小說選》（2006年3月28日）
- 2009年亞洲週刊十大華文小說《燭光盛宴》（2010年1月31日）
- 第34屆金鼎獎圖書類文學獎《燭光盛宴》（2010年）
- 2010台北國際書展大獎小說類入圍圖書（2010年2月7日）
- 2009年台灣小說金典獎入圍《燭光盛宴》
- 《中國時報》開卷2009年十大好書《燭光盛宴》（2010年2月12日）
- 第三十七屆吳三連文學獎（2014年10月）
- 文化部第39次中小學優良課外讀物（2017年8月8日）
- 中國文藝協會文藝獎章

## 擔任評審
- 2018年臺中市政府文化局邀請方梓、方耀乾、王金選、平路、石德華、向陽、宇文正、吳晟、李如青、李勤岸、曹俊彥、陳幸蕙、陳憲仁、陳雨航、曾貴海、楊翠、楊錦郁、劉克襄、蔡素芬、蕭蕭、鍾永豐、鍾怡雯等國內作家、詩人組成本屆評審團[7]。

## 資料來源
1. ↑  .   [2017-12-10]. （原始内容存档于2017-12-30）.
2. ↑  .   [2017-12-16]. （原始内容存档于2018-01-15）.
3. ↑  .   [2017-12-16]. （原始内容存档于2018-01-15）.
4. 1 2  蔡素芬，《鹽田兒女》
5. ↑  邱貴芬，《「（不）同國女人」聒噪》
6. ↑  .   [2017-12-16]. （原始内容存档于2017-12-22）.
7. ↑  .   [2018-09-23]. （原始内容存档于2018-09-23）.

- 九歌文化網 （页面存档备份，存于）

- 校友陳映真蔡素芬獲金鼎獎-- 第797期學校要聞-- 淡江時報 （页面存档备份，存于）

## 外部連結
- 第37屆吳三連獎 文學獎-蔡素芬．評定書 （页面存档备份，存于）